# Eibenberg (Wilhelmsthal)
Eibenberg ist ein Gemeindeteil von Wilhelmsthal im oberfränkischen Landkreis Kronach in Bayern.

## Geographie
Das Straßendorf mit nur einer Ortsgasse in westlicher Richtung liegt rund zehn Kilometer nordöstlich von Kronach auf einem Höhenrücken des Frankenwaldes in einer Höhe von rund 560 m ü. NHN. Die Kreisstraße KC 28 führt nach Kämmerlein (0,7 km südwestlich) bzw. zur Kreisstraße KC 21 (4 km nordöstlich) zwischen Birnbaum im Norden und Neufang im Süden.

## Geschichte
Eibenberg entstand in der frühen Neuzeit als Streusiedlung auf einer Rodungsinsel bei der planmäßigen Besiedelung der Höhenlagen des Frankenwaldes. Die Ursprünge liegen mehr in der Holz- und Waldwirtschaft und nur in geringerem Umfang in der Landwirtschaft.
Gegen Ende des 18. Jahrhunderts gab es in Eibenberg 13 Anwesen. Das Hochgericht übte das bambergische Centamt Kronach aus. Die Dorf- und Gemeindeherrschaft hatte das Vogteiamt Kronach. Grundherren waren das Rittergut Weißenbrunn-Steinberg (2 Söldengüter, 2 Söldengütlein) und das Kastenamt Kronach (1 Gülthof, 4 Söldengüter, 2 Söldengütlein, 2 Tropfsölden).
Eibenberg ging durch den Reichsdeputationshauptschluss im Jahr 1803 in den Besitz des Kurfürstentums Bayern über. Mit dem Ersten Gemeindeedikt wurde Eibenberg dem 1808 gebildeten Steuerdistrikt Steinberg zugewiesen. Mit dem Zweiten Gemeindeedikt entstand 1818 die Ruralgemeinde Eibenberg gebildet, zu der die Orte Hühnerleithe, Kämmerlein und Sattel gehörten. Sie war in Verwaltung und Gerichtsbarkeit dem Landgericht Kronach zugeordnet und in der Finanzverwaltung dem Rentamt Kronach (1919 in Finanzamt Kronach umbenannt). In der freiwilligen Gerichtsbarkeit unterstand der Ort bis 1837 dem Patrimonialgericht Weißenbrunn. Ab 1862 gehörte Eibenberg zum Bezirksamt Kronach (seit 1939 Landkreis Kronach). Die Gerichtsbarkeit blieb beim Landgericht Kronach (1879 in das Amtsgericht Kronach umgewandelt). Die Gemeinde hatte eine Fläche von 2,230 km².
Im Zuge der Gebietsreform in Bayern wurde die Gemeinde Eibenberg am 1. Januar 1975 nach Steinberg eingemeindet. Am 1. Mai 1978 folgte die Eingliederung von Steinberg nach Wilhelmsthal.

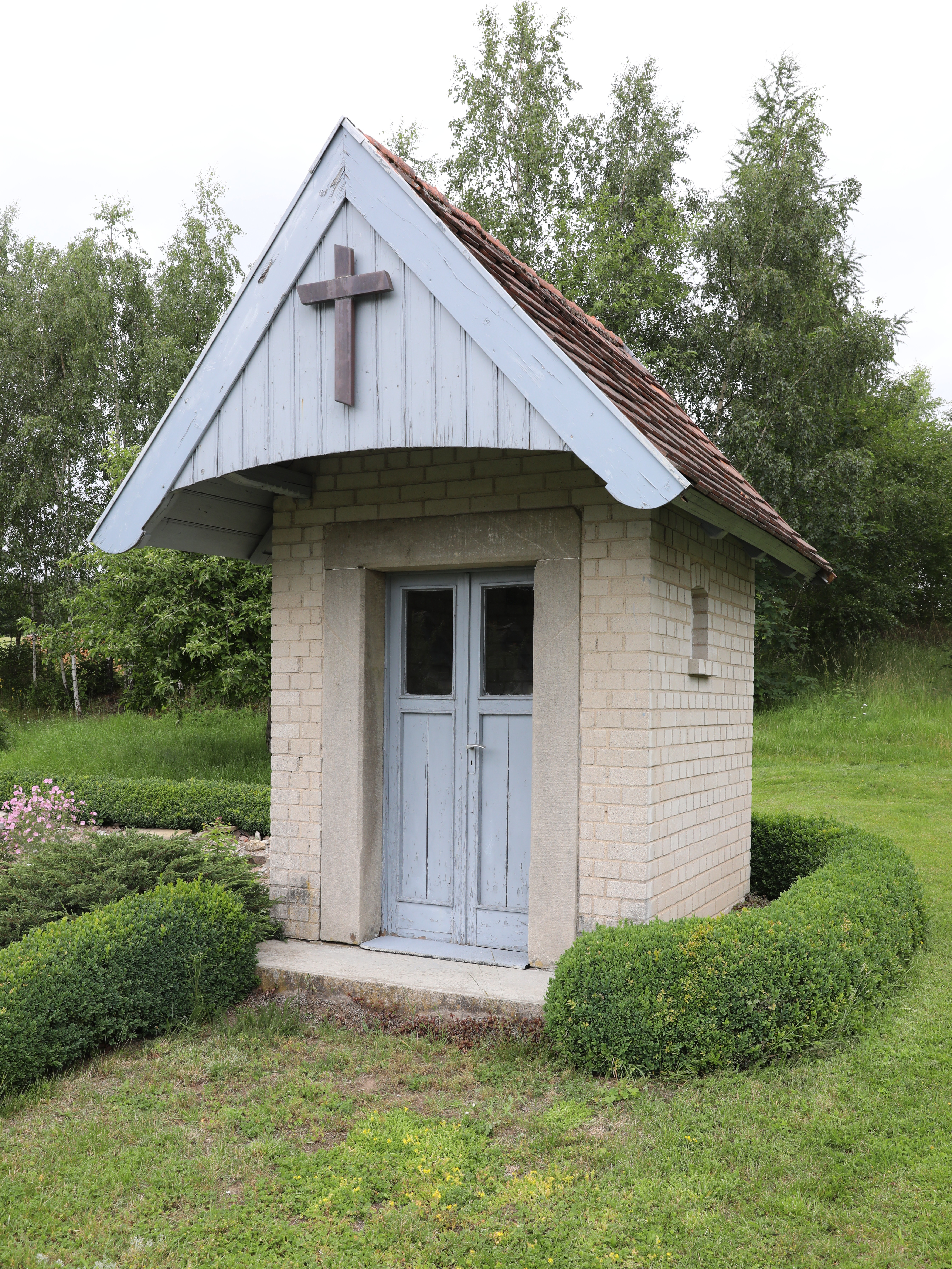
Kapelle am Ortsausgang nach Schäferei

Am Ortsausgang nach Schäferei befindet sich eine kleine Kapelle. Sie entstand in den 1970er Jahren als Ersatzbau für eine Kapelle von 1844. Das Bauwerk besteht aus weißen Klinkersteinen und hat ein vorgezogenes Satteldach. Zur Ausstattung gehört ein gefasstes Kruzifix, das noch aus dem Vorgängerbau stammt.

### Baudenkmäler
- Wegkapelle
- Bildstockfragmente und ein Bildstock

### Einwohnerentwicklung
Gemeinde Eibenberg
| Jahr | Einwohner | Häuser | Quelle |
| ---- | --------- | ------ | ------ |
| 1840 | 173       |        | [ 11 ] |
| 1852 | 224       |        | [ 11 ] |
| 1855 | 234       |        | [ 11 ] |
| 1861 | 193       |        | [ 12 ] |
| 1867 | 181       |        | [ 13 ] |
| 1871 | 153       | 28     | [ 14 ] |
| 1875 | 140       |        | [ 15 ] |
| 1880 | 140       |        | [ 16 ] |
| 1885 | 130       | 24     | [ 17 ] |
| 1890 | 131       | 25     | [ 18 ] |
| 1895 | 140       |        | [ 11 ] |
| 1900 | 132       | 27     | [ 19 ] |

| Jahr | Einwohner | Häuser | Quelle |
| ---- | --------- | ------ | ------ |
| 1905 | 139       |        | [ 11 ] |
| 1910 | 147       |        | [ 20 ] |
| 1919 | 147       |        | [ 11 ] |
| 1925 | 147       | 24     | [ 21 ] |
| 1933 | 144       |        | [ 11 ] |
| 1939 | 155       |        | [ 11 ] |
| 1946 | 157       |        | [ 11 ] |
| 1950 | 154       | 26     | [ 22 ] |
| 1952 | 153       |        | [ 11 ] |
| 1961 | 124       | 27     | [ 7 ]  |
| 1970 | 152       |        | [ 23 ] |

Dorf Eibenberg
| Jahr      | 001818 | 001861 | 001871 | 001885 | 001900 | 001925 | 001950 | 001961 | 001970 | 001987 |
| Einwohner | 56     | 91     | 75     | 68     | 65     | 80     | 76     | 64     | 81     | 85     |
| Häuser    | 15     |        |        | 13     | 16     | 13     | 14     | 14     |        | 22     |
| Quelle    | [ 6 ]  | [ 12 ] | [ 14 ] | [ 17 ] | [ 19 ] | [ 21 ] | [ 22 ] | [ 7 ]  | [ 23 ] | [ 24 ] |

## Religion
Der Ort war bis zur ersten Hälfte des 20. Jahrhunderts fast ausschließlich katholisch und nach St. Pankratius in Steinberg gepfarrt. Die Protestanten sind seit dem 19. Jahrhundert nach Kronach gepfarrt.